# فهرست سفیران ایران در اسلوونی
سفارت ایران در اسلوونی با حضور علی‌اکبر صالحی وزیر امور خارجه وقت ایران در ۲۰ تیر ۱۳۹۰ در لیوبلیانا گشوده شد.
- محمد آقایی‌پور ۲۰ تیر ۱۳۹۰ – ۱۳۹۳ سفیر
- مرتضی رامندی اسفند ۱۳۹۳ – ۱۳۹۷ سفیر
- کاظم شافعی ۱۳۹۷ - ۱۴۰۰ سفیر
- مهدی عابدی (کاردار موقت) ۱۴۰۰ - ۱۴۰۱
- جواد کچوئیان[۱](کاردار موقت) ۱۴۰۱ - ۱۴۰۳
- رضا نادمی (کاردار موقت) ۱۴۰۳
- مرضیه افخم ۱۴۰۳ - تاکنون سفیر